# Чарльз, Кармель
Мэри Кармель Чарльз (15 июля 1912, Брум — 1999, Дерби, Западная Австралия) была писательницей и последней носительницей языка ньюльнюл в Западной Австралии. Она родилась в племени Нюльнюл в регионе Кимберли в Западной Австралии в миссии Бигл-Бэй и сыграла важную роль в документировании языка и составлении ньюльнюльской грамматики, несмотря на то, что была глухой:xxiv.
Текст в книге Чарльз двуязычный, а в конце небольшой книги находится руководство по произношению слов нюльнюл и списков слов, переводимых на английский язык и с него.
Эта книга — традиционная сказка, написанная для детей. Место действия — «Во сне …», где эму летает выше всех остальных птиц и живёт в Млечном Пути. Другие птицы, которые летают близко к земле, завидуют. Бролга говорит эму, что если его крылья сделать меньше, он сможет летать ещё выше, а поскольку эму хочет летать выше, он позволяет другим птицам подстригать свои крылья. С маленькими крыльями эму вообще не могут летать и всегда будут оставаться такими.
В книге Чарльз рассказывает:
«Я родилась в миссии Бигл-Бей. Меня воспитали моя мать Анджела Мандора и отец. Я ходила в школу в миссии до пятнадцати лет. Меня учили монахини. Нет больше никого, кто знал бы язык, лишь немного, один или два человека, но они плохо его знают. Я бы хотела, чтобы дети выучили язык ньюльнюль. Я помню, когда я была маленькой, мои родители рассказывали мне старинные истории о эму и бролге. Я начала работать с Биллом МакГрегором над языком много лет назад в Бигл-Бей. Это всего лишь одна из историй, и я рада, что она наконец опубликована. Я горжусь тем, что эму есть в книге. 15 июля мне исполнится восемьдесят два года».

— Мэри Чарльз, «Винин: Почему эму не умеют летать», 1993 г.

## Список используемой литературы
- Winin: Why the Emu Cannot Fly Magabala Books, 1993 illustrated by Francine Ngardarb Riches, translated by Bill McGregor